# 吉尔孟火车站古城
吉尔孟火车站古城，位于中国青海省刚察县吉尔孟乡下向阳村，为青海省市县级文物保护单位，公布日期为1981年7月9日，类型为古遗址。
吉尔孟火车站古城的历史年代为卡约文化。